# Ким Юн Джэ
Ким Юн Джэ (кор. 김윤재, англ. Kim Hyun-Jae род.14 мая 1990 года в Сеуле) — южнокорейский шорт-трекист, участвовал в Олимпийских играх в Сочи, серебряный призёр в абсолютном зачёте чемпионата мира 2013 года. Окончил в 2013 году Корейский спортивный университет на факультете физического воспитания (бакалавр).

## Биография
Ким Юн Джэ начал кататься на роликах в детском саду Лира, а в возрасте 6-и лет присоединился к школьной команде по конькобежному спорту в первый год начальной школы Лира. В конце второго года обучения он сломал правую лодыжку и потерял год. С детства его считали перспективным спортсменом. Он выиграла в общем зачете среди учеников 5-го и 6-го классов на 4-м чемпионате «Дерево мечты по шорт-треку» в ноябре 2001 года, а в январе 2002 года выиграл в беге на 3000 м и 2-е место в беге на 1500 м. на 32-м Национальном чемпионате на Кубок президента.
В возрасте 11 лет в 2002 году он был на зимних Олимпийских игр в Солт-Лейк-Сити. На церемонии открытия игр председатель организации соревновании представил его как "дерево мечты, которое будет сиять на будущих Олимпийских играх. В 2008 году, во время учёбы в Северо-восточной средней школе на юниорском чемпионате мира в итальянском Больцано Ким выиграл на трёх дистанциях и стал абсолютным чемпионом мира среди юниоров, а потом получил золото и в эстафете. После 2008 года у него начался спад, который продолжался в течение трёх сезонов.
В апреле 2012 года он занял 2-е место в общем зачёте на отборочном чемпионате в сборную. Но до главных медалей он пришёл только в 2013 году, когда на мировом первенстве в Дебрецене выиграл серебро на дистанции 1500 метров, вышел в финал восьми на 3000 метров, где смог победить и стал вторым в многоборье. В апреле занял 4-е место в общем зачёте на отборе в национальную сборную и вошёл только в состав эстафеты. На следующий год Ким выступал на Олимпийских играх в Сочи, в эстафете. В первом полуфинале Корейская сборная лидировала, но Ли Хо Сок неудачно столкнулся с американским спортсменом и оба упали. Корею дисквалифицировали, а американцы прошли пятыми в финал А. В итоге Корея заняла только 7 место. 
Сразу после Олимпиады он выиграл золотую медаль в беге на 1500 метров на Национальном фестивале зимних видов спорта, а в марте сборная Южной Кореи выиграла серебро на чемпионате мира в Монреале в составе которой был Ким Юн Джэ. В сезоне 2014/15 во втором туре ему не удалось переизбраться в сборную, потому что финишировал 8-м в общем зачете. В сезоне 2017/18 он также занял 8-е место и вновь не попал в сборную и на Олимпиаду 2018 года. Ушел на пенсию 7 апреля 2019 года, а в мае открыл бар.